# Sterictiphora longicornis
Sterictiphora longicornis is een vliesvleugelig insect uit de familie van de Argidae. De wetenschappelijke naam van de soort is voor het eerst geldig gepubliceerd in 1982 door Chevin.